# Zelotes moestus
Zelotes moestus är en spindelart som först beskrevs av O. Pickard-Cambridge 1898.  Zelotes moestus ingår i släktet Zelotes och familjen plattbuksspindlar. Inga underarter finns listade i Catalogue of Life.